# ロッキー・マッチョーリ
ロッキー・マッチョーリ（Rocky Mattioli、1953年9月20日 - ）は、イタリアの元プロボクサー。アブルッツォ州キエーティ県リーパ・テアティーナ出身。元WBC世界ジュニアミドル級（スーパーウェルター級）王者。

## 来歴
強打のファイター。母国イタリアからオーストラリアへ移民。1970年プロ入り。本拠をイタリアに移し、得意の強打で1977年8月、エックハルト・ダッゲを5回でKO、WBC世界ジュニアミドル級チャンピオンとなる。
エリシャ・オベド、ホセ・デュランと2人の元王者を破って2度の防衛に成功するが、1979年3月4日、サウスポーの技巧派モーリス・ホープに8回KOされ、タイトルを失った。

## 戦績
73戦64勝（51KO）7敗2引分け